# Claudia Tagbo
Claudia Tagbo, née le 14 juin 1973 à Abidjan, en Côte d’Ivoire, est une actrice et humoriste ivoirienne.

## Biographie
Claudia Tagbo est née à Abidjan en Côte d'Ivoire en 1973 et arrive à l'âge de 13 ans à Chanac, en Lozère, où elle vit deux ans avant de partir à Alès dans le Gard jusqu'à ses 18 ans. Elle se découvre dès son plus jeune âge une passion pour l’art en général et pour le théâtre en particulier. Après l’obtention d'un brevet d'études professionnelles (BEP) et d'un baccalauréat professionnel en comptabilité, au sein du lycée Jean-Baptiste-Dumas d'Alès, elle échoue pour entrer au conservatoire de Montpellier. Elle monte à Paris afin d’y suivre des études en Arts du Spectacle où elle décroche une Maîtrise Arts du spectacle - option théâtre à Université Paris-VIII. Elle décide de s’investir dans le métier qu’elle a choisi : comédienne. Sur les plateaux et devant la caméra, elle travaille, entre autres, avec Stanislas Nordey, Élisabeth Rappeneau, Julien Leclercq, Olivier Dahan… Elle se lance avec succès dans le stand-up.
Au théâtre, elle joue dans Appel à poète de Paul Éluard, L'Opérette imaginaire de Valère Novarina, 13 décembre, Ligne 9 de Mata Gabin, Lucrèce Borgia de Victor Hugo et également dans Marisol de José Rivera en 2002. Le public l'a aussi vue dans Demandez nous Pardon de Mata Gabin, mis en scène par Claudia Tagbo et Candide de Victor Bianco.
Au cinéma, elle joue dans Mama Aloko et La Valse des gros derrières de Jean Odoutan et dans Ma vie n'est pas une comédie romantique de Marc Gibaja et Chrysalis de Julien Leclercq.
À la télévision, les téléspectateurs la voient dans Fatou la Malienne et Fatou, l'espoir de Daniel Vigne, Ma meilleure amie d'Élisabeth Rappeneau ou encore Le tuteur d'Édouard Molinaro. Elle interprète également le personnage récurrent du lieutenant Martine Forest dans R.I.S Police scientifique.
En 2006, elle commence sa carrière d'humoriste dans le Jamel Comedy Club créé par Jamel Debbouze.
En 2008, elle joue dans la mini-série Tongs et Paréo ainsi que dans la série Toi-même tu sais de J.G Biggs, écrite par Stéphane Pocrain pour l'Inpes.
À l'automne 2010, elle est chroniqueuse pendant quelques émissions dans le Bureau des plaintes de Jean-Luc Lemoine sur France 2. Depuis novembre 2010, elle fait partie de l'équipe d'animateurs aux côtés d'Arthur dans l'émission Ce soir avec Arthur sur Comédie ! de novembre 2010 à juillet 2012, puis sur TF1 depuis mai 2013.
Depuis 2011, elle apparaît dans la série humoristique United colors of Jean-Luc diffusée sur Comédie ! au côté notamment d'Amelle Chahbi et Vincent Desagnat. Le coauteur de cette série n'est autre que son acolyte du Jamel Comedy Club, Fabrice Éboué.
Elle est candidate de l'émission On n'demande qu'à en rire entre le 27 avril 2011 et le 28 juin de la même année. Depuis décembre 2011, elle participe à l'émission Vendredi, tout est permis avec Arthur diffusée sur TF1 et est l'invitée la plus fréquente.
En 2013, elle anime Claudia Tagbo & co, un gala de l'humour diffusé à la télévision. Organisé au profit de l'association CéKeDuBonheur, il se déroule au théâtre des Folies Bergère et présente une quinzaine d'humoristes. Puis, elle est choisie par CanalSat et Melody, pour présenter Disco party (avec Thierry Cadet et Pat Angeli), à l’occasion des 40 ans du disco. Une chaîne éphémère durant les fêtes de fin d'année.
En 2014, dans À nous deux sur France Ô, elle rappelle que son expérience a commencé avant l'humour. Elle évoque également son cancer,. En septembre 2014, elle participe au single inédit Kiss and Love au profit du Sidaction,.

## Filmographie

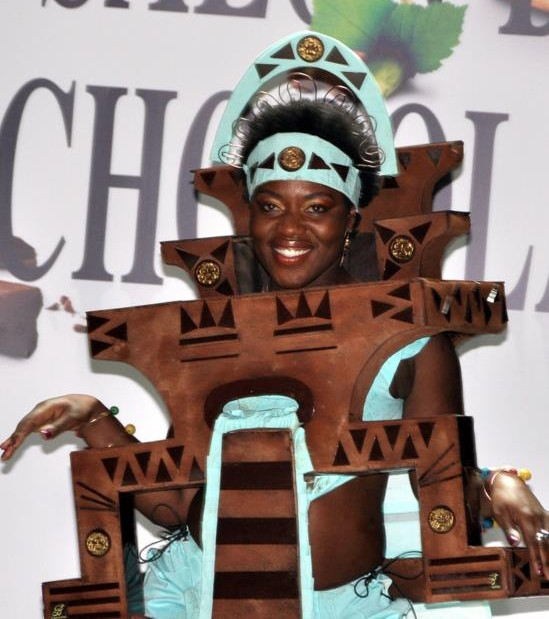
Claudia Tagbo participant en octobre 2012 au défilé de mode du Salon du chocolat.

### Cinéma

#### Longs métrages
- 2000 : La Valse des gros derrières de Jean Odoutan : Assiba
- 2002 : Mama Aloko de Jean Odoutan
- 2003 : La Dictée de Meiji U Tum'si : La mère
- 2005 : Congorama de Philippe Falardeau : Alice
- 2007 : Ma vie n'est pas une comédie romantique de Marc Gibaja : la douanière
- 2007 : Chrysalis de Julien Leclercq : l'infirmière
- 2008 : Cash d'Éric Besnard : la secrétaire #1
- 2008 : Vilaine de Jean-Patrick Benes, Allan Mauduit : la maman à l'aéroport
- 2010 : Le Sentiment de la chair de Roberto Garzelli : l'amie de Djibril
- 2010 : De l'huile sur le feu de Nicolas Benamou : l'infirmière
- 2011 : Une Estonienne à Paris de Ilmar Raag : l'aide soignante
- 2012 : Les Seigneurs d'Olivier Dahan : Fatou N’Dogo
- 2014 : Amour sur place ou à emporter de Amelle Chahbi : la taxi woman
- 2014 : Le Crocodile du Botswanga de Fabrice Éboué et Lionel Steketee : Jacqueline, la Première dame
- 2014 : Bon Rétablissement ! de Jean Becker : Myriam
- 2015 : Je suis à vous tout de suite de Baya Kasmi : Ebène
- 2016 : C'est quoi cette famille ?! de Gabriel Julien-Laferrière : Babette
- 2017 : Les Ex de Maurice Barthélemy : Lise
- 2018 : La Ch'tite Famille de Dany Boon : La ministre de la culture
- 2019 : Qu'est-ce qu'on a encore fait au Bon Dieu ? de Philippe de Chauveron : Nicole[10]
- 2019 : La Lutte des classes de Michel Leclerc : Mme Traoré
- 2019 : C'est quoi cette mamie ?! de Gabriel Julien-Laferrière : Babette
- 2019 : L'Angle mort de Pierre Trividic et Patrick Mario Bernard : Cynthia
- 2020 : Tout simplement noir de Jean-Pascal Zadi : Elle-même
- 2020 : Connectés de Romuald Boulanger : Fatou
- 2020 : Divorce Club de Michaël Youn : Katy Lemaître
- 2021 : C'est quoi ce papy ?! de Gabriel Julien-Laferrière : Babette
- 2021 : On est fait pour s'entendre de Pascal Elbé : Juanita
- 2022 : Les Têtes givrées de Stéphane Cazes : Béatrice Lombel
- 2023 : Yo Mama de Leïla Sy et Amadou Mariko : Fanta
- 2024 : Karaoké de Stéphane Ben Lahcene : Fatou
- 2024 : Neuilly-Poissy de Grégory Boutboul : Chico
- 2024 : Super Papa de Léa Lando : Josette
- 2025 : Le Grand Déplacement de Jean-Pascal Zadi

#### Courts métrages
- 2001 : Lettre à Abou de Émilie Deleuze
- 2007 : Porte à porte de Jean Pascal Gautier
- 2009 : Omar de Sébastien Gabriel : la mère d'Omar
- 2010 : J'aurais pu être une pute de Baya Kasmi : la caissière
- 2012 : Schengen d'Annarita Zambrano : Ines
- 2013 : Victorine de Garance Meillon écrit par Christophe Martinolli diffusé sur TV5 Monde et TF1 Séries Films Visa d'exploitation no 139721 : Victorine

### Télévision

#### Actrice
- 2001 : Fatou la Malienne de Daniel Vigne : Hawa
- 2003 : Fatou, l'espoir de Daniel Vigne : Hawa
- 2003 : Candidate dans Popstars pour la soirée "Ça va déchirer ce soir" de Caméra Café
- 2003 : Zoom - Premiers Pas de Paolo Barzman
- 2004 : Ma meilleure amie d'Élisabeth Rappeneau : Bertine
- 2004 : PJ de Gérard Vergez (épisode 81)
- 2005 - 2010 : R.I.S Police scientifique de Laurence Katrian : Martine Forest
- 2006 : Le Tuteur d'Édouard Molinaro : La sage-femme
- 2007 : Sexe, Gombo et Beurre salé de Haroun Mahamat Saleh : Bintou
- 2008 : Boulevard du Palais de Christian Bonnet : Mme Wakalo
- 2008 : Tongs et Paréo de Philippe Giangreco : Noémie
- 2009 : La Vénitienne de Saara Saarela : Lieutenant Maguy
- 2009 : Inside Jamel Comedy Club d'Olivier Braumstein : Elle-même
- 2010 : Au bas de l'échelle d'Arnauld Mercadier : Stephe
- 2010 : À vos caisses de Pierre Isoard : Arsène
- 2011 : Camping Paradis de Jean-Marc Thérin : Sœur Constance (saison 2, épisode 4 : Miracle au Camping)
- 2011 : United colors of Jean-Luc de Jérôme L'Hotsky : Lydie
- 2011 : Clem de Joyce Buñuel : La directrice de la crèche (saison 1, épisode 2 : Bienvenue à Valentin !)
- 2011 : Le Client d'Arnauld Mercadier : Falco
- 2011 : Crapuleuses de Magaly Richard-Serrano
- 2011 : C'est la crise de David Freymond : Claudia
- 2012 : Les Parisiennes de Frédy Busso
- 2012 : Clem de Joyce Buñuel : La directrice de la crèche (saison 2, épisode 3 : La guerre des familles)
- 2013 : Manipulations de Laurent Herbiet : Laura Silvano
- 2013 : C'est la crise ! d'Anne Roumanoff : Claudia
- 2013 : Lanester de Franck Mancuso : Léonie Saint-Martin
- 2014 : WorkinGirls, la grande évasion de Sylvain Fusée : matonne de la prison
- 2014 : Merci pour tout, Charles de Ernesto Ona[11] : Bommart
- 2015 : Presque parfaites (mini-série) de Gabriel Julien-Laferrière : Julia
- 2015 : Nos chers voisins fêtent la nouvelle année : L'attributrice de bourses
- 2016 : Clem de Joyce Buñuel : La directrice de la crèche (saison 6, épisode 2 : Les risques du métier)
- 2017 : Holly Weed (série OCS) de Laurent de Vismes : Sylvia
- 2017 : La Dream Company (émission de TF1)
- 2018 : Le Temps des égarés de Virginie Sauveur : Sira Diabate
- 2019-2023 : Le crime lui va si bien (7 épisodes) de Stéphane Kappes : Gaby Molina
- 2021 : Frérots (série OCS) : Aretha
- 2022 : Touchées d'Alexandra Lamy : Nicole
- 2022 : Ils s'aiment...enfin presque ! d'Hervé Brami : Estelle
- 2022 : Le Grand Restaurant : La guerre de l'étoile de Pierre Palmade
- 2023 : Pamela Rose, la série de Ludovic Colbeau-Justin : Abigail
- 2024 : Disparition inquiétante (série, épisode 6 « Peur sur le campus ») de Sylvie Ayme : Julie Sanchez
- 2024 : R.I.P. Aimons-nous vivants ! de Frédéric Berthe : Anne-Lise
- 2026  : Grandiose de Jean-Baptiste Pouilloux et Elsa Bennett

#### Réalisatrice
- 2003 : Confusion (court-métrage) récompensé au festival du court métrage africain en 2003.

### Doublage

#### Cinéma
- Gabourey Sidibe dans :
  - Precious (2009) : Claireece « Precious » Jones
  - Le Casse de Central Park (2011) : Odessa
- 2005 : Collision : Shaniqua Johnson (Loretta Devine)
- 2008 : Le Chihuahua de Beverly Hills : Bimini (Leslie Mann)
- 2010 : Biutiful : Ige (Diaryatou Daff)
- 2012 : Extrêmement fort et incroyablement près : Abby Black (Viola Davis)
- 2013 : Le Dernier Exorcisme 2 : Cécile (Tarra Riggs)
- 2014 : Si je reste : Infirmière Ramirez (Aisha Hinds)
- 2016 : SOS Fantômes : Patty Tolan (Leslie Jones)
- 2018 : Love, Simon : Mme Albright (Natasha Rothwell)

#### Animation
- 2013 : Aya de Yopougon: Jeanne / Alphonsine
- 2022 : Les Minions 2 : Il était une fois Gru : Belle Bombe

#### série d’animation
- 2007 : Les Lascars (TV) : un personnage
- 2017 : Les Super Nanas (TV) : Bliss

## Spectacles

### Spectacle solo
- 2008 : Jamel Comedy Club, mise en scène de Kader Aoun, tournée à travers la France
- 2011 : Claudia Comedy Gospel de Claudia Tagbo, mise en scène Fabrice Éboué, Théâtre des Mathurins, Théâtre Le Temple
- 2012 : Crazy de Claudia Tagbo, mise en scène Fabrice Éboué, L'Européen
- 2017 : Lucky de Claudia Tagbo

#### Comédie musicale
- 2019 : Ghost, le musical au théâtre Mogador

## Théâtre
- 2020 : Amis de Amanda Sthers et David Foenkinos, mise en scène Kad Merad, théâtre de la Michodière

### Metteuse en scène
- 2002 : Demandez-nous pardon.

### Choriste
- 1999 : Groupe Barabara Akabla aux Arènes de Montmartre
- 1999 : Groupe Alphonse Souma à la Flèche d'or et Masao au stadium de Bruxelles

## Émissions de télévision
Elle participe à la première saison d'On n'demande qu'à en rire dès le 27 avril 2011 en y faisant cinq passages. Elle ne revient plus après le 28 juin 2011. Son record est de 87/100, acquis lors de son 3e passage.
Invitée lors de la saison 2015 de La France a un incroyable talent, durant la demi-finale, Claudia donne son avis avec les quatre autres membres du jury.
Elle rejoint aussi, en 2016, le jury de L'Afrique a un incroyable talent.